# Прапор Мельниці-Подільської
Хоругва Мельниці-Подільської — символ селища міського типу Мельниця-Подільська, затверджений у жовтні 1995 року.
Автор — А. Гречило.

## Опис
На квадратному синьому полотнищі біла діагональна висхідна смуга в 1/5 ширини прапора, зверху — жовте усміхнене сонце з шістнадцятьма променями, прямими і полум'яподібними поперемінно, знизу — жовте млинове колесо.